# مارن (آیووا)
مارن (به انگلیسی: Marne) شهری در ایالت آیووا کشور ایالات متحده آمریکا است که جمعیت آن در سرشماری سال ۲۰۱۰ میلادی، ۱۲۰ نفر بوده‌است.